# Anwanden
Anwanden is een plaats in de Duitse gemeente Zirndorf, deelstaat Beieren.

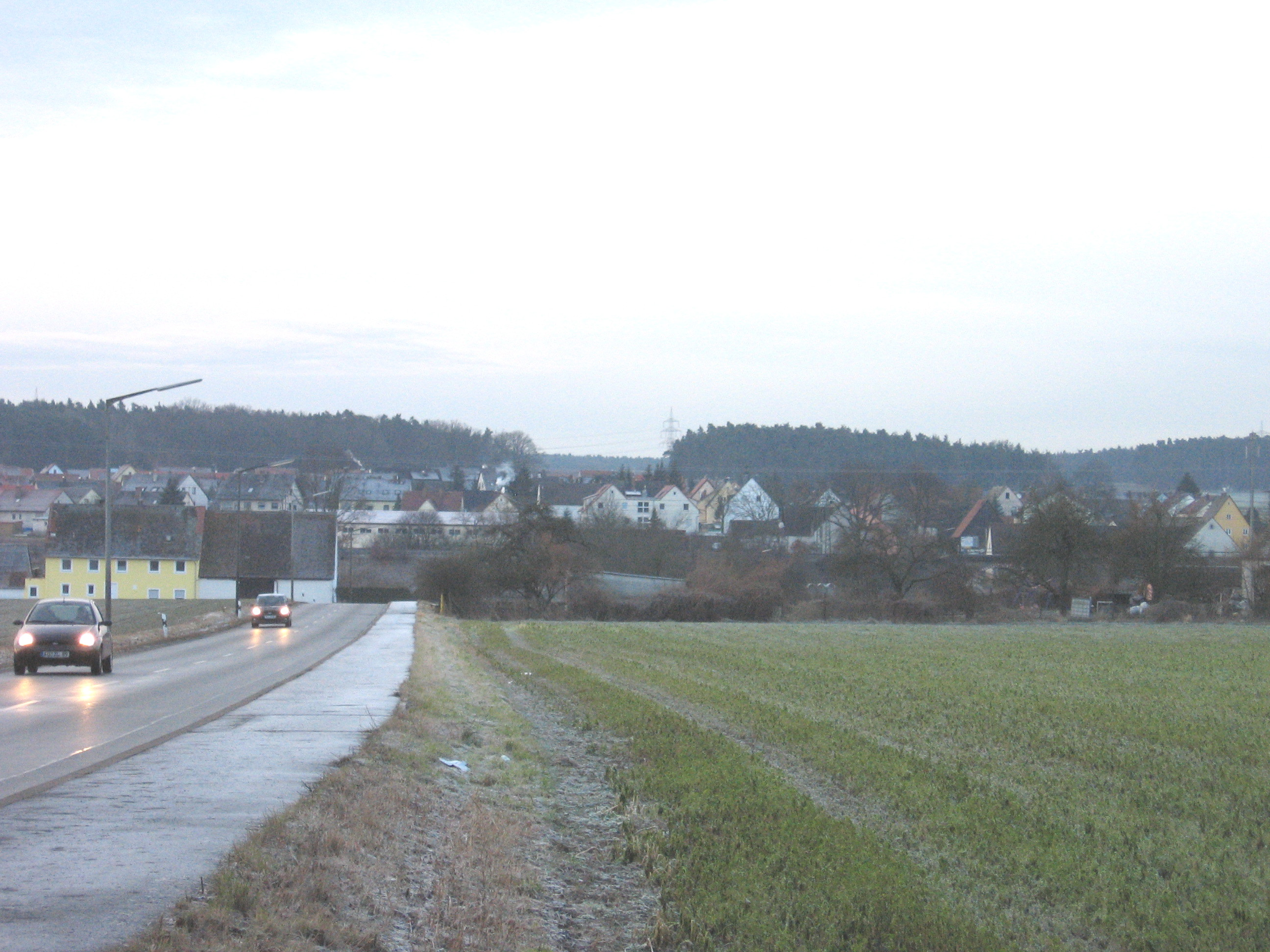
Anwanden